# Alyssum obtusifolium
Alyssum obtusifolium är en korsblommig växtart som beskrevs av Christian von Steven. Alyssum obtusifolium ingår i släktet stenörter, och familjen korsblommiga växter.

## Underarter
Arten delas in i följande underarter:
- A. o. helioscopioides
- A. o. obtusifolium